# Hirschberg- und Tiefenbachwiesen
Die Hirschberg- und Tiefenbachwiesen liegen in den nordhessischen Landkreisen Werra-Meißner und Kassel am Fuße des Hirschbergs, der mit einer Höhe von 643 Metern die höchste Erhebung im Kaufunger Wald ist. Sie bestehen aus extensiv genutzten Bergwiesen, Borstgrasrasen, Gebüschen und Waldbereichen. In der durch Hecken reich strukturierten Wiesenlandschaft haben sich auch Sumpfbereiche mit Feuchtwiesen und Kleinseggensümpfen ausgebildet. Als Standort seltener und stark gefährdeter Pflanzenarten und Lebensraum bedrohter Tierarten wurden bereits im März 1989 rund 39 Hektar der Flächen als Naturschutzgebiet „Tiefenbachwiesen bei Rommerode“ ausgewiesen.
Im Rahmen der Umsetzung der Fauna-Flora-Habitat-Richtlinie ist im Juli 2001 das Naturschutzgebiet mit angrenzenden Wiesenbereichen vom Land Hessen der EU für das Schutzgebietsnetz „Natura 2000“ gemeldet worden. Nach der rechtlichen Sicherung im Jahr 2008 wurden sie als ein Flora-Fauna-Habitat(FFH)-Gebiet in das europaweite Netz integriert, das die Förderung der biologischen Vielfalt zum Ziel hat. Das FFH-Gebiet besitzt eine Größe von 141,59 Hektar, hat die Gebietsnummer 4724-310 und den WDPA-Code 555520063. Die Wiesen gelten im Verbund mit den benachbarten FFH-Gebieten „Lichtenauer Hochland“, „Rösberg bei Rommerode“ und „Hohekopf bei Großalmerode“ auch landesweit als sehr bedeutsam, da sie die Vielfalt der Lebensraumtypen des Grünlands im Naturraum Fulda-Werra-Bergland repräsentieren.

## Lage
Die Bergwiesen in dem Hochtal westlich und südlich des Hirschbergs befinden sich im „Geo-Naturpark Frau-Holle-Land“. Administrativ gehören die Flächen landkreisübergreifend zu den Gemarkungen von Rommerode, einem Ortsteil der Stadt Großalmerode im Werra-Meißner-Kreis, und Wickenrode, einem Ortsteil der Gemeinde Helsa im Landkreis Kassel. In der naturräumlichen Gliederung Deutschlands des Instituts für Landeskunde Bad Godesberg wird das Gebiet dem Rommeroder Hügelland (357.53) in der Witzenhausen-Altmorschener Talung (357.5) und der Söhre (357.70) zugeordnet. Sie sind Teileinheiten des Fulda-Werra-Berglands (357) in der Haupteinheitengruppe des Osthessischen Berglands.

## Boden und Nutzung
Der geologische Untergrund im Gebiet wird von dem Mittleren Buntsandstein des Fulda-Werra-Berglandes gebildet, der von tertiären Tonen und Sanden sowie Braunkohleschichten überdeckt wird, denen am Hirschberg noch die Basaltdecke eines ehemaligen Schildvulkanes aufgelagert ist. An den Ost- und Westhängen des Hirschbergs dominieren tiefgründige Braunerden, die im Südwesten in die lehmig-tonigen Pseudogleye- und Gleyeböden übergehen. Sie gelten wegen des Basaltschutts und der Lössvorkommen als gut mit Basen versorgt. Zu ihnen gehören die Böden der Tiefenbachwiesen, die im Südosten des Hirschbergs liegen. Die weiter vom Hirschberg entfernten Wiesen weisen mit Borstgrasrasen und Heiden Vegetationseinheiten auf, die eher auf sauren, basenarmen Substraten verbreitet sind.
Die ausgedehnten Vorkommen der tertiären Tone im Raum um Großalmerode wurden schon im Mittelalter zur Herstellung von Glas und Keramik abgebaut und gewannen nach dem Beginn der Industrialisierung im 18. Jahrhundert an Bedeutung. Großalmerode wurde mit der Produktion von Schmelztiegeln, Pfeifenköpfen, Dachziegeln und anderen Erzeugnissen zu einem der wichtigsten keramischen Zentren in Mitteldeutschland. Die Braunkohleflöze der Region wurden seit dem 17. Jahrhundert erschlossen und genutzt und boten mit der Keramikindustrie der Bevölkerung Arbeitsplätze. Landwirtschaft wurde oft nur im Nebenerwerb betrieben.
Weil die meist dürftigen Böden der gebirgigen Landschaft eine großflächige intensive Bewirtschaftung verhinderten, wurden die Flächen traditionell als Mähgrünland und zur Heugewinnung genutzt. Die Mahd wurde an Kühe und Ziegen verfüttert, die das ganze Jahr über im häuslichen Stall oder auf Weiden in Dorfnähe standen. Die teilweise kleinen, im Familienbesitz befindlichen Parzellen wurden durch Hecken abgegrenzt und über Generationen gepflegt. Durch diese früheren Nutzungsformen entstand eine grenzlinienreiche, kleinteilig genutzte Kulturlandschaft, deren Überbleibsel heute noch vorhanden sind. Nach der schrittweisen Aufgabe der landwirtschaftlichen Nutzung wurden die ortsfernen Bereiche großflächig mit Fichten aufgeforstet, die das FFH-Gebiet im Südwesten, Süden und Südosten begrenzen.

## FFH-Lebensraumtypen
Der Standarddatenbogen nennt sieben im Gebiet vorkommende Lebensräume von gemeinschaftlichem Interesse, für deren Erhaltung besondere Schutzgebiete ausgewiesen werden müssen. Den naturschutzfachlichen Wert begründen vor allem die Lebensraumtypen der Borstgrasrasen, Berg- und Flachlandmähwiesen mit ihren artenreichen Übergängen. Die beiden kalkreichen Niedermoore besitzen wegen ihrer bemerkenswerten Vegetationsausstattung und der Vernetzung mit dem umliegenden Feuchtgrünland eine große regionale Bedeutung. Da Kalkquellsümpfe in Hessen als vom Aussterben bedroht angesehen werden, sind die Vorkommen hier auch von überregionaler, hessenweiter Wichtigkeit.
| EU-Code | Lebensraumtyp                             | Gesamtfläche | Beurteilung in der Grunddatenerfassung |
| ------- | ----------------------------------------- | ------------ | --- |
| 4030    | Trockene Heiden                           | 1,47 ha      | Die im südlichen Teil der Tiefenbachwiesen liegende Heidefläche wird von Besenheide, Drahtschmiele und Rotstraußgras beherrscht. Weitere typische Arten wie Dünnblättriger Schafschwingel, Blutwurz, Heidelbeere, Pillen-Segge, Harzer Labkraut sowie Rotstängelmoos und Zypressenschlafmoos sind in dem Bestand vorhanden. |
| *6230   | Artenreiche Borstgrasrasen                | 4,75 ha      | Dieser prioritäre Lebensraumtyp kommt ausschließlich in den Tiefenbachwiesen vor und wird den Pflanzengesellschaften „Kreuzblumen-Borstgrasrasen“ und „Borstgras-Torfbinsenrasen“ zugeordnet. Charakteristische Arten sind neben der namengebenden Torfbinse, Wald-Läusekraut und Quendel-Kreuzblümchen. Die Kreuzblumen-Borstgrasrasen beherbergen noch relativ große Populationen von Arnika und kleinere Vorkommen des Pyrenäen-Leinkrauts. |
| 6510    | Magere Flachland-Mähwiesen                | 0,91 ha      | Das einzige Vorkommen im Gebiet gilt als besonders artenreich, da hier montane und planar-submontane Gewächse nebeneinander vorkommen. Außer den Charakterarten Gewöhnlicher Glatthafer, Wiesen-Glockenblume, Wiesen-Labkraut und Große Bibernelle wachsen hier auch Besonderheiten, wie Berg-Platterbse, Schwarze und Kugelige Teufelskralle sowie die Echte Schlüsselblume. |
| 6520    | Berg-Mähwiesen                            | 6,13 ha      | Auch die Bestände der Berg-Mähwiesen mit den Kennarten Weichhaariger Pippau (Crepis mollis) und Ährige Teufelskralle gelten als artenreich. Eine feuchte Ausbildung kennzeichnen Herbstzeitlose, Trollblume, Schlangen-Knöterich und Sumpf-Schafgarbe. |
| 7230    | Kalkreiche Niedermoore                    | 854,6 m2     | Davalls Segge, Breitblättriges Wollgras und Sumpf-Stendelwurz gehören zu den typischen Arten der beiden Quellsümpfe im Gebiet. Die arten- und orchideenreiche Vegetation besitzt einen ausgeprägten früh- bis hochsommerlichen Blütenhorizont und weist örtlich individuenreiche Bestände der stark gefährdeten Floh-Segge auf. |
| 9110    | Hainsimsen-Buchenwald                     | 1,17 ha      | Der fast ausschließlich aus achtzig- bis einhundertzwanzigjährigen Buchen bestehende Wald wächst am Unterhang des Hirschbergs im nördlichen Bereich der Tiefenbachwiesen. Die Krautschicht ist nur spärlich entwickelt und wird im Wesentlichen aus Säurezeigern wie Drahtschmielen, Habichtskräuter, Wald-Flattergras und dem Wellenblättrigem Katharinenmoos gebildet. |
| *91E0   | Erlen- und Eschenwälder an Fließgewässern | 0,31 ha      | Der prioritär zu schützende Lebensraum kommt als Schwarzerlenwald mit alten Berg-Ahornen am Nordrand des Hirschberggebiets vor. Der stellenweise bis zu dreißig Meter breite Wald wird bei höheren Wasserständen überflutet und weist Suhlen, ausgespülte Flutmulden und liegendes Totholz auf. Die Krautschicht wird an einigen Stellen von Nitrophyten wie Giersch, Gewöhnliche Nelkenwurz, Kletten-Labkraut und Brennnesseln dominiert und stellenweise von den Farnen Wald-Frauenfarn, Gewöhnlicher und Breitblättriger Dornfarn. Zu den Pflanzenarten dieses Lebensraumtyps gehören auch die hier vorkommenden Bitteres Schaumkraut, Winkel- und Wald-Segge, Gewöhnliches Hexenkraut, Sumpfdotterblume, Sumpf-Pippau, Echtes Mädesüß und Kohldistel. |

## Fauna

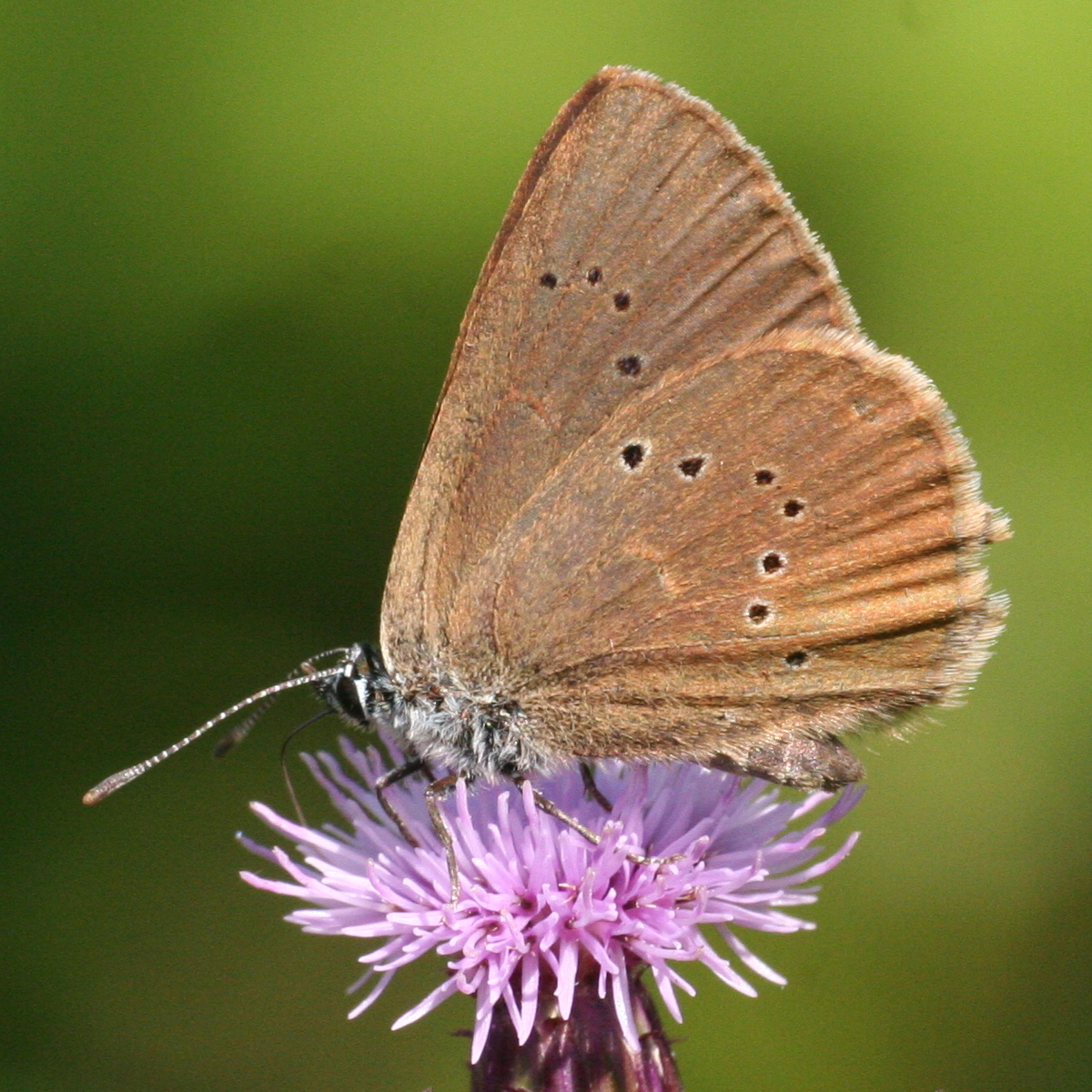
Dunkler Wiesenknopf-Ameisenbläuling

Mit ausschlaggebend für die Einrichtung des FFH-Gebiets waren die Vorkommen des Dunklen Wiesenknopf-Ameisenbläulings, der zu den in Anhang II der FFH-Richtlinie aufgelisteten Arten von gemeinschaftlichem Interesse gehört. Er zählt zu den Schmetterlingen, die so schwerwiegend bedroht sind, dass sie voraussichtlich aussterben, wenn sich die Zerstörung ihrer Lebensräume fortsetzt. In seinem komplexen Entwicklungszyklus ist der Bläuling auf das Vorhandensein von Beständen des Großen Wiesenknopfes und eine ausreichende Anzahl von Nestern der Wirtsameisen angewiesen, die in den Wiesen noch zu finden sind. Da er europaweit gefährdet ist und als Schlüsselart gilt, wird er als besonders schützenswert angesehen und für seine Erhaltung müssen besondere Schutzgebiete ausgewiesen werden.
Bei den Untersuchungen für die Grunddatenerhebung wurden im Gebiet bei Transektbegehungen weitere bemerkenswerte Arten gefunden, die nach den hessischen Roten Listen als gefährdet gelten oder durch weitere menschliche Einwirkungen als bedroht angesehen werden. Zu ihnen gehören die Tagfalter Kleiner Malvendickkopffalter, Graubrauner Dickkopffalter, Blaugrasfalter, Kleiner Ampferfeuerfalter, Brauner Feuerfalter, Gelbwürfeliger Dickkopffalter, Goldene Acht und der Nachtfalter Wegerichbär. Von den Widderchen wurden Ampfer-Grünwidderchen und Kleines Fünffleck-Widderchen gesehen und aus der Ordnung der Heuschrecken die Kurzflügelige Beißschrecke.

## Unterschutzstellung
Im Rahmen der Umsetzung der Fauna-Flora-Habitat-Richtlinie wurde das Wiesengebiet im Juli 2001 der EU-Kommission für das länderübergreifende ökologische Schutzgebietssystem „Natura 2000“ zur Erhaltung gefährdeter oder typischer Lebensräume und Arten vorgeschlagen. Der Standarddatenbogen vom April 2001 begründete die Schutzwürdigkeit der vielfältig strukturierten Bergwiesenlandschaft mit den extensiv genutzten Wiesen und Borstgrasrasen sowie mit der hessenweiten Bedeutung als einzig bekannter Fundort der Scheinameise (Methocha ichneumonides). (Der Hautflügler aus der Familie der Rollwespen konnte allerdings bei den Untersuchungen für die Grunddatenerhebung nicht nachgewiesen werden.) Nach der Bestätigung als Gebiet von gemeinschaftlicher Bedeutung im Dezember 2004 forderte die EU neben dem Gebietsmanagement und dem damit verbundenen Monitoring eine förmliche Schutzerklärung, die im Januar 2008 mit der „Verordnung über Natura 2000-Gebiete in Hessen“ erfolgte.

## Besucherhinweis

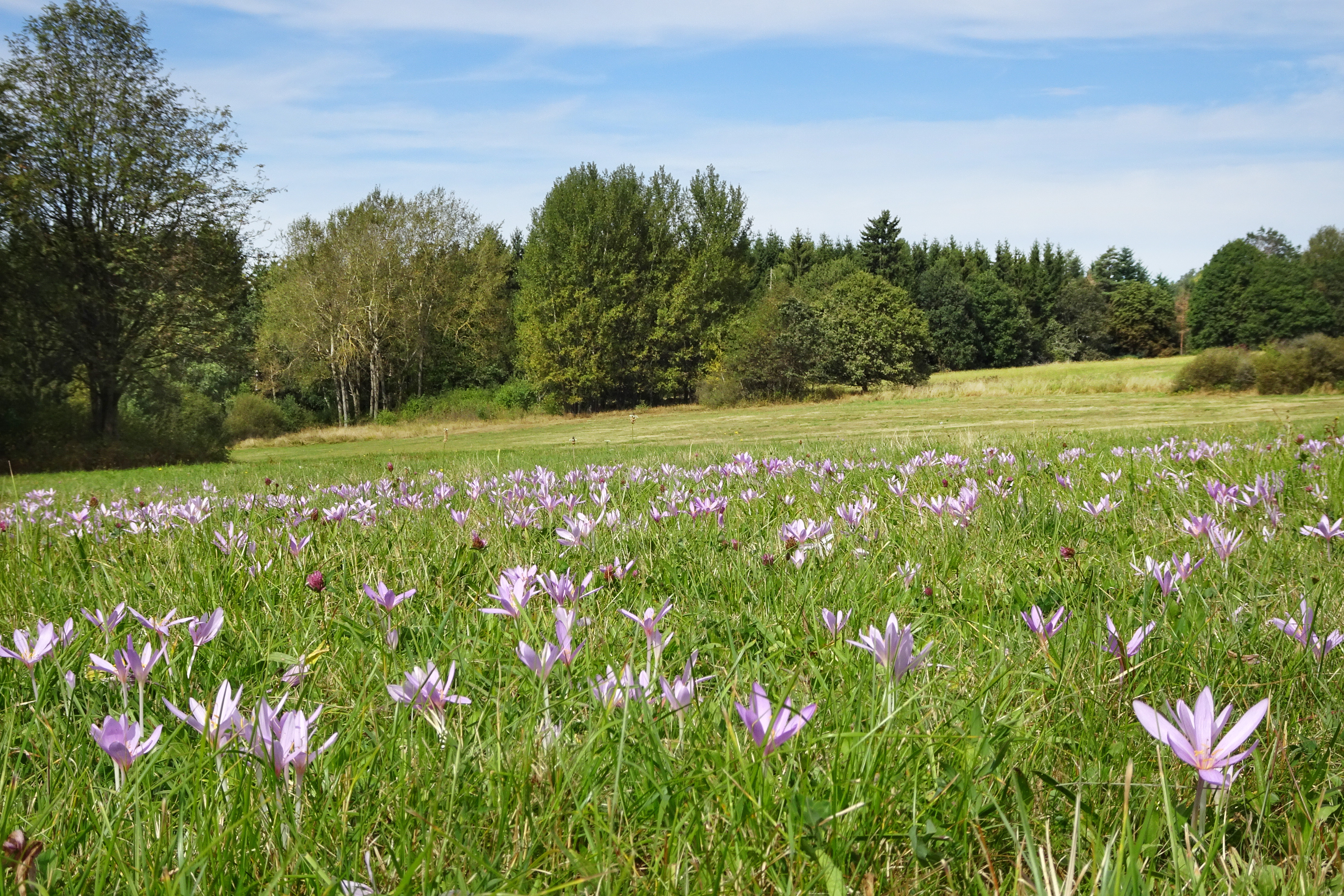
Im Spätsommer blühen Herbstzeitlose auf den Wiesen im südöstlichen Bereich

Die Wiesen sind von Wander- und Wirtschaftswegen, für die die nahegelegenen Dörfer Rommerode, Wickenrode und Friedrichsbrück geeignete Ausgangsorte sind, gut einzusehen. Durch das Schutzgebiet führt eine Etappe des mehr als 80 km langen Rundwanderwegs „Grimmsteig“. Wanderer finden am Weg im Gebiet eine Schutzhütte, Sitzbänke und Tische sowie Schautafeln, die über die Schutzwürdigkeit der Wiesen informieren.